# Ugo (Akita)
Ugo (羽後町 Ugo-machi?) es un pueblo localizado en la prefectura de Akita, Japón. En octubre de 2018 tenía una población de 14.307 habitantes y una densidad de población de 62 personas por km². Su área total es de 230,78 km².

## Geografía

### Municipios circundantes
- Prefectura de Akita
  - Yuzawa
  - Yokote
  - Yurihonjō

## Demografía
Según datos del censo japonés, la población de Ugo ha disminuido en los últimos años.
| Año del censo | Población |
| ------------- | --------- |
| 1995          | 20.307    |
| 2000          | 19.485    |
| 2005          | 18.267    |
| 2010          | 16.792    |
| 2015          | 15.319    |